# José Maria Sciutto
José Maria Sciutto (Buenos Aires, 10 febbraio 1947) è un direttore d'orchestra argentino naturalizzato italiano.

## Biografia
José Maria Sciutto studia presso la Facultad de Bellas Artes della 
Universidad Nacional de La Plata in Argentina e consegue il diploma in Direzione di Coro e d’Orchestra.
Ha diretto il Laboratorio Corale e il Coro di Voci Bianche dell'Accademia di Santa Cecilia di Roma.
È stato Direttore ospite di orchestre quali Orquesta Sinfonica Nacional Argentina, Orquesta Sinfònica de Bahia Blanca, Orchestra Giuseppe Verdi di Milano, Orchestra Sinfonica Abruzzese, Junior Orchestra dell'Accademia di Santa Cecilia di Roma, Ensemble Lírico-Orquestal de Buenos Aires,  Orchestra Sinfonica di Pesaro.
Per molti anni, ha insegnato Direzione di Coro nella Didattica della Musica al  Conservatorio di Musica Luisa D’Annunzio di Pescara ed è stato docente di Metodologia della Formazione Musicale alla Facoltà di Scienze della Formazione dell'Università degli Studi dell'Aquila. 
Svolge un’intensa attività in qualità di docente in master class universitarie per la formazione di direttori di coro e d’orchestra ed è autore di un metodo di pedagogía corale infantile che ha una vasta applicazione in America Latina e in Italia.
Molto intensa la collaborazione con il Premio Oscar Luis Bacalov, testimoniata dalle numerose tournée che lo hanno visto protagonista come direttore dell’Orchestra.

## Libri
- 2016 -  José Maria Sciutto, Schola cantorum. Metodo per la creazione di un coro di voci bianche e «non più bianche»[7], 439ª ed., Sinfonica Jazz Ediz. Musicali, 2016,  p. 88, ISBN 8884003504.

## Riconoscimenti
- 2015: Concerto al Senato della Repubblica[8]
- 2021: Premio Gaetano Catena alla carriera